# Conejo en salmorejo

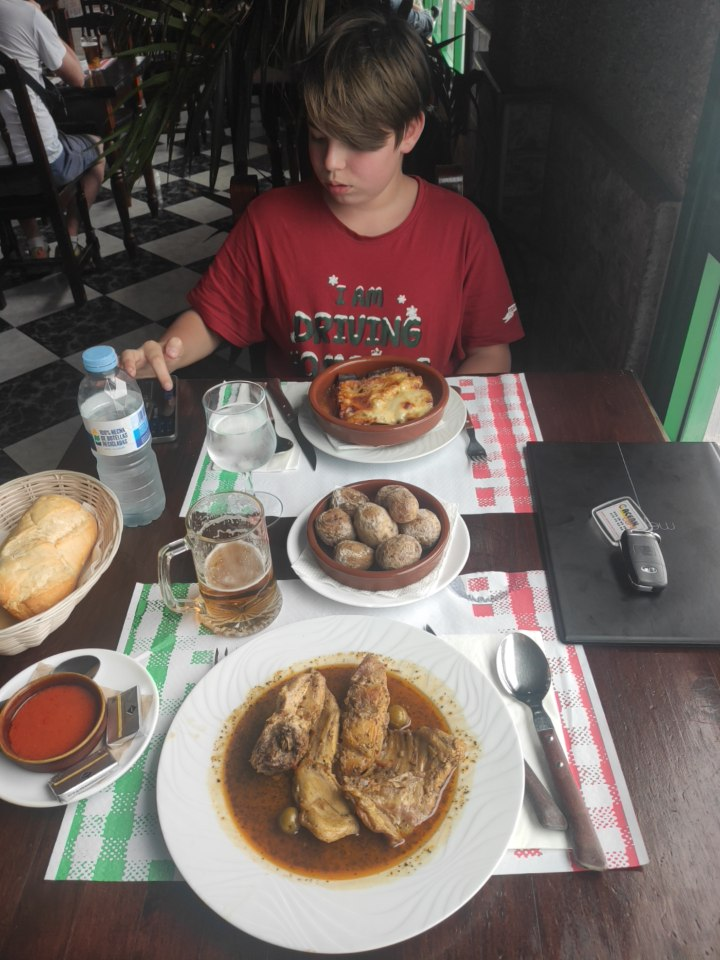
En primer plano, conejo en salmorejo

El conejo en salmorejo es un plato elaborado con conejo muy popular en la cocina canaria (aunque aparece con la misma denominación otro plato similar en la cocina aragonesa). El plato se elabora en tres etapas; en la primera se marinan los trozos de conejo en el salmorejo (no se trata del salmorejo andaluz, sino de otra salsa de marinado particular) y posteriormente, en la segunda etapa, se fríen en una sartén. Finalmente se realiza un hervor con la salsa resultante. El 'conejo en salmorejo' era muy popular en la cocina española y por esta razón aparece en el refranero. Este plato se suele preparar en los meses fríos.

## Características
Este plato lleva un largo proceso de elaboración. La salsa del marinado (que se denomina salmorejo canario) consiste en un majado de mortero de ajo, sal gorda, el pimentón y pimienta con un poco de agua y aceite. Los trozos de carne de conejo se marinan en esta salsa durante un periodo de horas (dependiendo de la edad del conejo). Algunas recetas mencionan marinados de un día. Tras el marinado se fríen los trozos de conejo poco a poco, hasta que se encuentren dorados. Finalmente se cuecen los trozos en un hervor de minutos. Se sirve inmediatamente. En la cocina canaria suele servirse con unas papas arrugadas.